# Bレーション

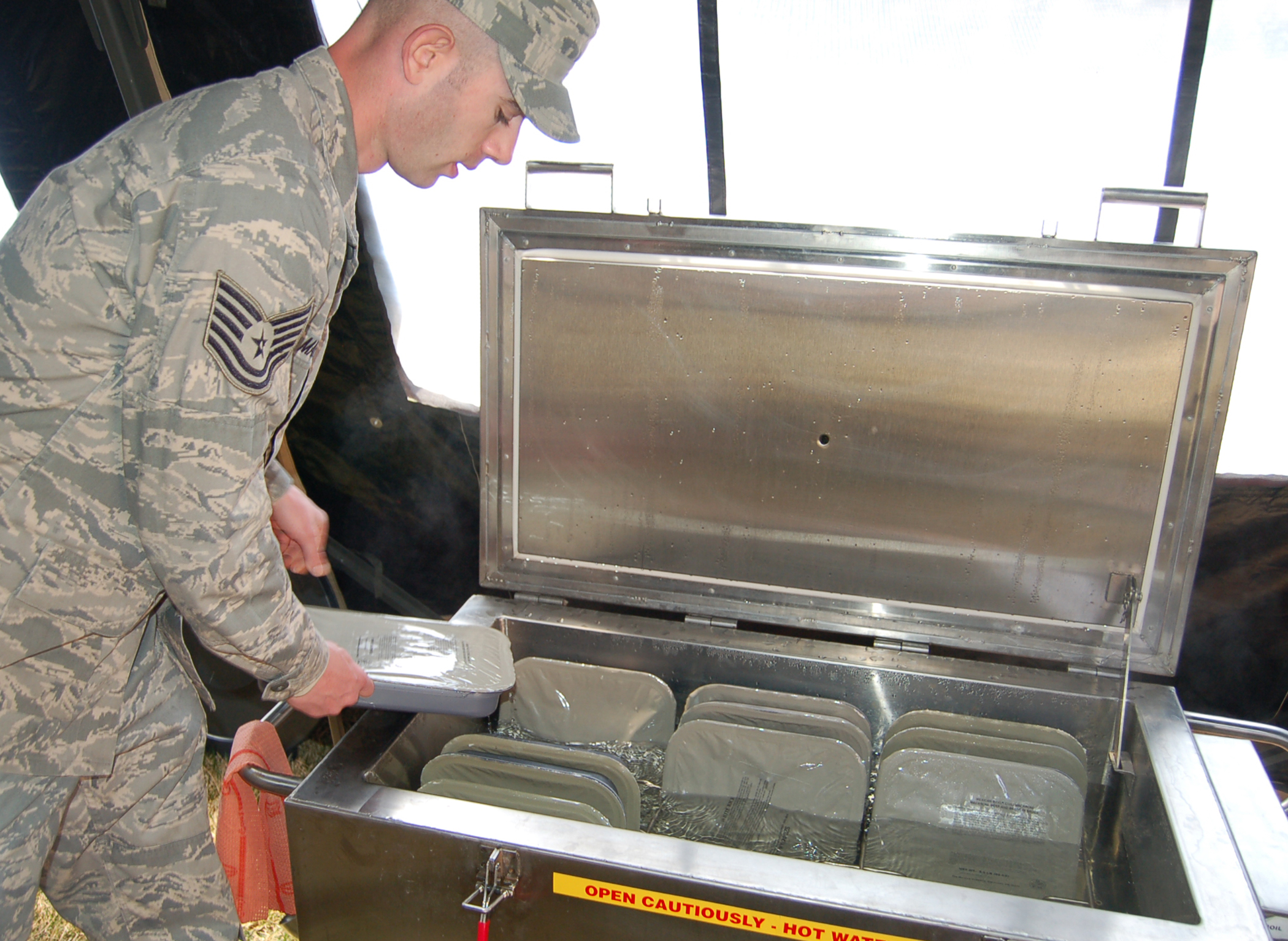
電熱線と湯で加熱中のユニット式集団用レーション(UGR)。アメリカ空軍での事例。

Bレーション（タイプBレーションとも）はアメリカ軍で使われる、缶詰や保存料を用いたレーションである。Bレーションは野外炊事場で調理され、野外および室内で十分な冷蔵・冷凍施設がなくとも準備できる。
Bレーションは、生鮮・冷蔵・冷凍食品を使わないという点でAレーションと異なる。また野外炊事場で調理するという点で、部隊または個別に配布される調理不要のCレーションやMREとも区別される。　

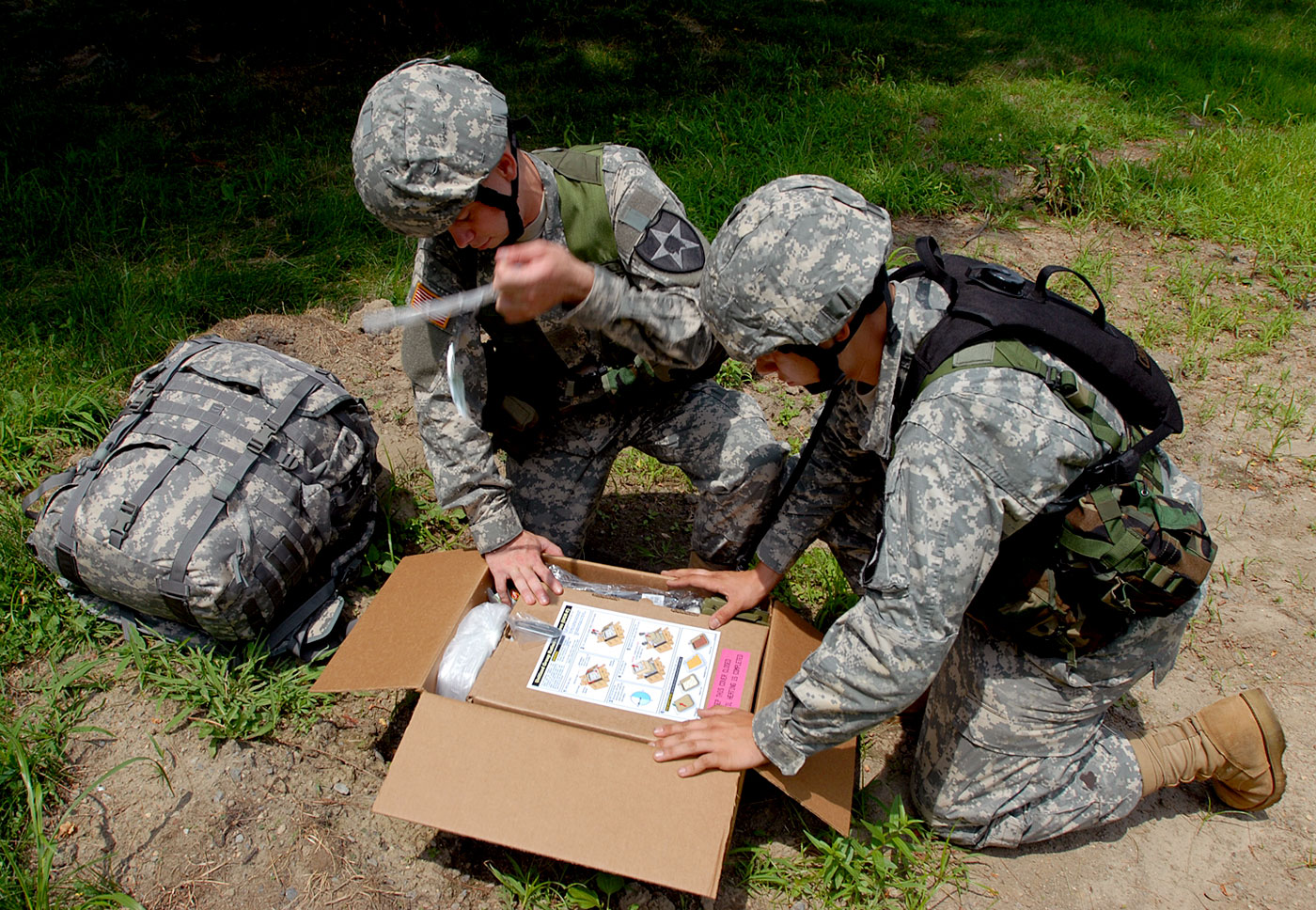
UGR-E。兵士がタブを引くことで加熱モジュールが作動する。アメリカ陸軍での事例。

過去のBレーションはしばしば野外炊事場で、訓練された兵士によって調理されていたが、現在では野外での最低限の追加調理で食べられる多人数向けに包装された食料となっており、過去の部隊用食料である10-in-1レーションや5-in-1レーションに類似している。今日では、BレーションはUGR-Bとしての側面も持ち、野外炊事場が利用できない際には電熱線で沸かした湯または使い捨ての付属品と加熱モジュールで調理することができる。